# Beauvoir (Sena e Marne)
Beauvoir é uma comuna francesa localizada na região administrativa da Île-de-France, no departamento Sena e Marne. A comuna possui 193 habitantes segundo o censo de 1999.